# Stupido (Massimo Pericolo)
Stupido è un singolo del rapper italiano Massimo Pericolo, pubblicato il 17 settembre 2021 come terzo estratto dal secondo album in studio Solo tutto.

## Video musicale
Il video, diretto da Giulio Rosati, è stato reso disponibile il 1º giugno 2021 attraverso il canale YouTube del rapper.

## Tracce
Testi di Alessandro Vanetti e Francesco Barbaglia, musiche di Crookers.
1. Stupido – 3:07

## Classifiche
| Classifica (2021) | Posizione massima |
| ----------------- | ----------------- |
| Italia            | 27                |